# A Taste of Honey (dal)
Az A Taste of Honey című pop standard Bobby Scott és Ric Marlow szerzeménye. Az A Taste of Honey eredetileg instrumentális szám volt, amelyet az 1958-as brit színdarab, az A Taste of Honey 1960-as Broadway-változatához írtak (amiből 1961-ben azonos című angol film is készült).
A dal 1961-ben jelent meg először lemezen. A dal vokális változata Barbra Streisand 1963-as debütáló albumára is rákerült. 1965-ben Herb Alpert zenekari felvétele négyszeres Grammy-díjas lett (Herb Alpert & The Tijuana Brass)

## Híres felvételek
- Billy Dee Williams
- Lenny Welch
- The Beatles
- Tony Bennett
- Johnny Mathis
- Lizz Wright
- Acker Bilk
- Paul Desmond
- The Ventures
- Chet Atkins
- Julie London
- The Hollies
- Sarah Vaughan
- Tom Jones
- Woody Herman
- Andy Bey and the Bey Sisters
- Stanley Turrentine
- Lionel Hampton
- Patricia Barber
- Peggy Lee
- The Hollies
- Andy Williams
- Ray Conniff
- The Shin
- Robert Willam Scott
- Les Baxter
- Royal Shakespeare Company
- Richard Hayman
- Los Mustang

## Filmek
- 1661: Egy csepp méz[1] (r.: Tony Richardson, f.sz: Rita Tushingham, Robert Stephens)